# الجزيرة البلقان
الجزيرة البلقان قناة إخبارية ناطقة بالصربوكرواتية تعتبر فرعا من شبكة قنوات الجزيرة، تهدف لتغطية الأحداث بلغات منطقة البلقان المحلية لتشكل جسرا معرفيا بين العالم وسكان منطقة البلقان. بدأت القناة بثها في 11 نوفمبر 2011 عند الساعة الخامسة مساء بتوقيت غرينتش، وتضمنت الدقائق الأولى من بثها لقطات من تقارير لبعض مراسلي هذه القناة في بعض البلدان. كما تضمنت بعض اللقطات لتنويهات إعلامية (بروموهات) مثلت محطات بارزة في مسيرة قناة الجزيرة العربية. يصل بث هذه القناة إلى نحو 35 مليون منزل في المنطقة عبر البث المجاني على الأقمار الاصطناعية وخدمات الكيبل. وستعتمد القناة على أربعة استديوهات في كل من العاصمة البوسنية سراييفو وسيكون هذا الاستديو الرئيسي، العاصمة الصربية بلغراد، العاصمة المقدونية سكوبي، فضلا عن العاصمة الكرواتية زغرب، ومكاتب في واشنطن، أسطنبول، وبروكسل. كما ستعتمد على 15 مراسلا في 11 بلدا، إضافة إلى مراسلي قناتي الجزيرة العربية والإنجليزية الذين ستٌترجم تقاريرهم إلى اللغة المحلية.

## تاريخ
أشترت قناة الجزيرة محطة «إن تي في» الخاصة في العاصمة البوسنية سراييفو، وعزمت إطلاق شبكة للبث التلفزيوني والإذاعي في كامل المنطقة على المدى الطويل، كما قامت الجزيرة أيضا بشراء شبكة إن.تي.في 99 التلفزيونية المحلية بقيمة 1,2 مليون يورو كنواة لمشروعها الإقليمي الجزيرة البلقان الذي تنوي القناة القطرية استثمار حوالي 10 ملايين يورو فيه حتى نهاية السنة. بدأت القناة بثها في 11/11/2011 عند الساعة الخامسة مساء بتوقيت غرينتش، وأعلن ساسا ديليتش أحد مقدمين اثنين لأول نشرة أخبار بدات عند الساعة 18,00 (بالتوقيت المحلي 17,00 ت غ) «أنتم تشاهدون أول قناة اقليمية اخبارية في المنطقة». وكان ديليتش، وهو صحافي بوسني، داخل الاستديو إلى جانب مرجانا هرغا زميلته الكرواتية. مدير القناة الحالي هو طارق ديودجيتش ومدير برامج القناة هو جوران ميليتش. سيكون البثّ الإخباري لقناة «الجزيرة البلقان» بالصربوكرواتية. ستكون الجزيرة البلقان القناة الأجنبية الثانية في البوسنة والهرسك، بعد القناة الصربية «بينك».

## وصلات خارجية
- الموقع الرسمي
- خبر انطلاق الجزيرة بلقان على قناة الجزيرة العربية